# مقاطعة سوكولوف
مقاطعة سوكولوف (بالتشيكية: Okres Sokolov)‏ هي مقاطعة (أوكريس) في إقليم كارلوفي فاري في جمهورية التشيك.
عاصمة هذه المقاطعة هي مدينة سوكولوف.

## اقرأ أيضاً
- مقاطعات جمهورية التشيك